# 杀出重围：陨落
《杀出重围：陨落》是赛博朋克动作角色扮演隐蔽类电子游戏，为杀出重围系列的第四作。游戏为系列首次登上移动电话平台，情节则和2011年游戏《杀出重围：人类革命》紧密相关。

## 设定
游戏设定于2027年，情节围绕着玩家角色本·萨克松——一名增强佣兵，原属于英国特种空勤团。情节直接延续詹姆斯·斯沃洛《杀出重围：人类革命》——2011年游戏《杀出重围：人类革命》的一本搭配小说。

## 开发
游戏由Eidos蒙特利尔和N-Fusion开发。Eidos蒙特利尔的《杀出重围：人类革命》设计原始理念，并同N-Fusion团队合作，而Jean-François Dugas再次监督此游戏。游戏使用Unity引擎。

## 发行
在2013年4月，史克威尔将短语“杀出重围：陨落”登记为商标，并注册了相关域名。在2013年6月上旬，《杀出重围：陨落》开发者Eidos蒙特利尔在官方Twitter发布了一条微博，其中展示了含有游戏名称的预告片。2013年6月5日，史克威尔艾尼克斯宣布《杀出重围：陨落》将于夏季在iOS平台发行，之后还将发行Android版。史克威尔艾尼克斯在2013年6月的电子娱乐博览会展示了游戏，并还发布了游戏玩法影片和截图。史克威尔艾尼克斯在7月上旬宣布，iOS版将于2013年7月11日在全球发行。PC版於之後宣布，2014年3月25日發佈在Steam。

## 评价
《杀出重围：陨落》获得媒体从积极到褒贬不一的评价。其在评论聚合网站Metacritic上获得69/100的汇总得分。
IGN的贾斯汀·戴维斯给游戏打了8/10分，称赞了游戏的情节、感官、探索与流线型的建构，但批评了糟糕的战斗。在结语中，他称“除了令人沮丧的战斗，其成功几乎令人震惊。《陨落》将杀出重围的核心经验提炼至移动设备上。将神秘而讲述精彩的剧情，强力的新增稳定流线，以及令人印象深刻的游戏世界全部结合，而制作的手机体验，当我开始后便不想放下了”。
手机游戏专门站点Touch Arcade给了游戏非常高的4.5/5星级。站点对游戏发行于iOS而非PC或游戏机表示批评，但也称游戏质量高、用户体验良好：“其在故事、制作效果和视觉方面散发着‘游戏机的品质’，它正好值得去玩”。
《Eurogamer》的克里斯汀·多兰给了游戏很低的5/10分，批评游戏崩溃错误、糟糕的战斗和控制、重复的图形、不牢靠的剧情和配音员，但他仍然称赞了触屏功能和大体气氛。
Digital Spy给了游戏5星中的3星，称“《杀出重围：陨落》虽短，但对于《杀出重围：人类革命》爱好者是甜美的衍生品，在下载之前，你只需保证仔细检查你的iOS设备固件和硬件”。
在游戏发行后发现，游戏拒绝让越狱设备玩家使用火器功能，这在游戏社区内引发一些争议。史克威尔随后确认了问题，并发行了问题修正补丁

### PC版本
PC版本的《杀出重围：陨落》整體評價不理想，Metacritic的評分為45/100。
IGN評論員Craig Pearson給予遊戲3/10, 批評遊戲在電腦上的適應不良，尤其是缺乏跳躍鍵，無力控制幾何變換和遊戲沒完全地反應選單操作與按鈕壓力的問題。他總結，“在糟糕控制和系統bug的掙扎下，如果堅持住的话，玩家可以潛行通风管道，駭入电子邮件，把敌人和自己搞的晕头转向。如果制作得更用心一些的话，这原本是PC平台上的闪亮大作”。
PC Gamer評論員Andy Kelly給予遊戲40/100的分數, 稱《杀出重围：陨落》“真的是我玩過最爛的PC版遊戲。”部分原因在於遊戲反應遲鈍的控制，尤其是在選單上。